# ニスコ
株式会社ニスコは、北海道札幌市中央区に本社を置く、学習塾運営会社。1988年（昭和63年）に進学塾「ニスコ進学スクール」を開校。
ニスコグループは札幌市を中心に北海道内に57校展開しており、「ニスコ進学スクール」「ニスコパーソナル」「NISCO plus」などの小学生・中学生を対象とした学習塾の運営を行なっている